# おろしもち
おろしもちは、福井県名物の餅に大根おろしを絡めた餅である。

## 概要
福井県の餅の消費量は全国トップクラスであり、おろし餅は定番の食べ方である。焼いた餅に大根おろし、ネギや海苔をのせて醤油をかけて食べる。大根に含まれる消化酵素が消化を助け、さっぱりとした口当たりである。
福井県の東尋坊で活動する自殺防止NPO法人が、自殺未遂者に供することでも知られる。